# 大野松雄
大野 松雄（おおの まつお、1930年6月17日 - 2022年12月19日）は、日本の音響デザイナー、音響効果技師、現代音楽家。テレビアニメ『鉄腕アトム』に関わったことで知られている。

## 経歴
1930年、東京府神田区に生まれる。東京府立第六中学校（現・東京都立新宿高等学校）を経て、旧制富山高等学校を中退。
文学座、NHK東京放送効果団に勤めたのち、独立した。
1963年から1966年にかけて放映された『鉄腕アトム』において、テープ変調を使用してアトムの足音やビームの音などを作り出し、これが日本SFアニメの効果音の定型となった。1975年には、それらの効果音を集めたアルバム『鉄腕アトム 音の世界』が発売されている。1985年のつくば万博では「ハートピア・自然の美パビリオン」で上映された「バーズアイ・ビジョン」の音響を担当。2009年には、自身初となるコンサートを開いた。2011年、大野の半生を追ったドキュメンタリー映画『アトムの足音が聞こえる』が公開された。同年、1978年のソロ・アルバム『そこに宇宙の果てを見た』が再発された。また、40年以上にわたり、滋賀県の知的障害者施設で舞台音響を手がけていた。
2022年12月19日午前7時28分に肺化膿症のため京都市東山区の病院で死去。葬儀は近親者で営んだことを12月21日に関係者が明らかにした。92歳没。

## ディスコグラフィー

### アルバム
- 『鳥獣戯楽』(1970年、万博会場で発売のソノシート）。※　後にLP7インチ版がEM Recordsから出た（2011年9月27日）。
- 『鉄腕アトム 音の世界』（1975年、LPレコード）※　後にCD版が出た（CD1枚、2009年6月24日、レーベル:日本伝統文化振興財団、品番:VZCG712）。
- 『そこに宇宙の果てを見た』（1978年、LPレコード）※ 2012年にEM RecordsからCD版が出た（ボーナスディスクCDとして『鳥獣戯楽』（元はソノシート）を含む、CD2枚組）。
- 『大野松雄の音響世界1』（2005年2月2日、CD1枚、キングレコード）※ 収録内容：「鉄腕アトム・音の世界/大和路/Yuragi・他」。
- 『大野松雄の音響世界2』（2005年2月2日、CD1枚、キングレコード）※ 収録内容：「そこに宇宙の果てを見た/「惑星大戦争」電子音響」。
- 『大野松雄の音響世界3』（2005年2月2日、CD1枚、キングレコード）※ 収録内容：「『はじまり』の記憶」 。
- 『Yuragi#10』(2011年5月25日、CD1枚、レーベル：Headz 、品番：HEADZ-153）。
- 大野松雄 x 3RENSA：『space_echo by HardcoreAmbience』（CD1枚、2020年4月29日、レーベル: P-VINE RECORDS、品番：PCD25293）。
- 『茶の木仏のつぶやき』(2020年9月30日）、（CD、レーベル：宇治香園、品番：UJKCD5185、収録時間：00:52:06）。
  - 『みどりざわめく「とき」』(『茶の木仏のつぶやき』の一部を、映像作家 由良泰人が映像化したもの)。

### シングル
- 鳥獣戯楽（1970年）

## フィルモグラフィー

### 映画
- 流血の記録 砂川（1957年） - 音響
- 山かげに生きる人たち（1961年） - 音響
- ザ・タージ・マハル・トラベラーズ～旅について（1973年） - 監督
- あざみ寮・もみじ寮 今日もみんな元気です（1974年） - 監督
- 風の景色（1976年） - 音響
- 惑星大戦争（1977年） - 電子音響デザイン
- アトムの足音が聞こえる（2011年） - 出演

### テレビ
- 鉄腕アトム（1963年 - 1966年） - 音響
- ルパン三世（1971年 - 1972年） - 音響

### DVD/BD
- 「アトムの足音が聞こえる ～THE ECHO OF ASTRO BOY'S FOOTSTEPS」、レーベル: ポニーキャニオン、Blu-ray Disc、品番：PCXP10056（本編82分、特典付き版は全編142分、発売2011年12月21日）※廃盤。
  - DVD版はグリオグルーヴから2017年1月21日発売,本編88分。

## 受賞
- 2009年 - 東京国際アニメフェア 功労賞[12]